# Setrill greixador

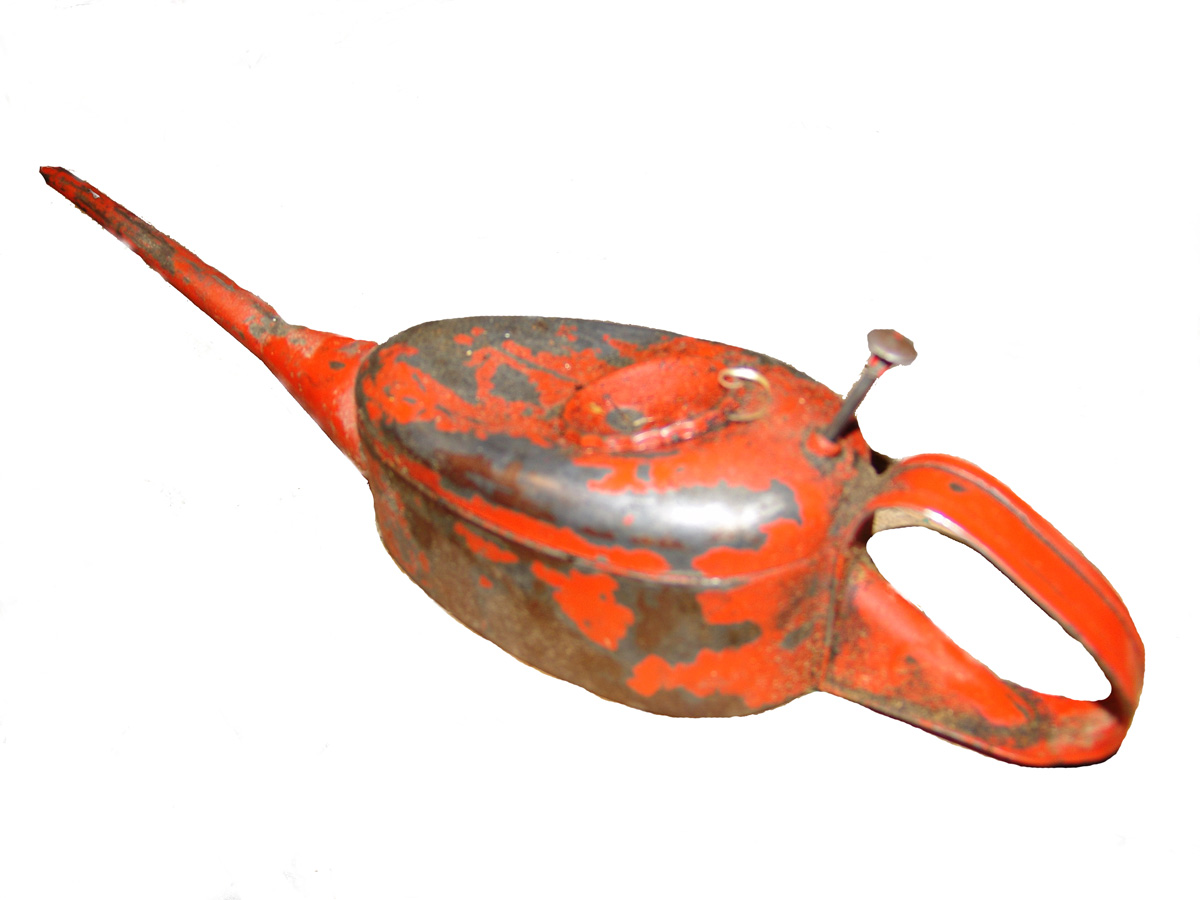
Setrill greixador

S'anomena setrill greixador a un recipient que conté oli que s'utilitza per greixar màquines o eines.

## Característiques

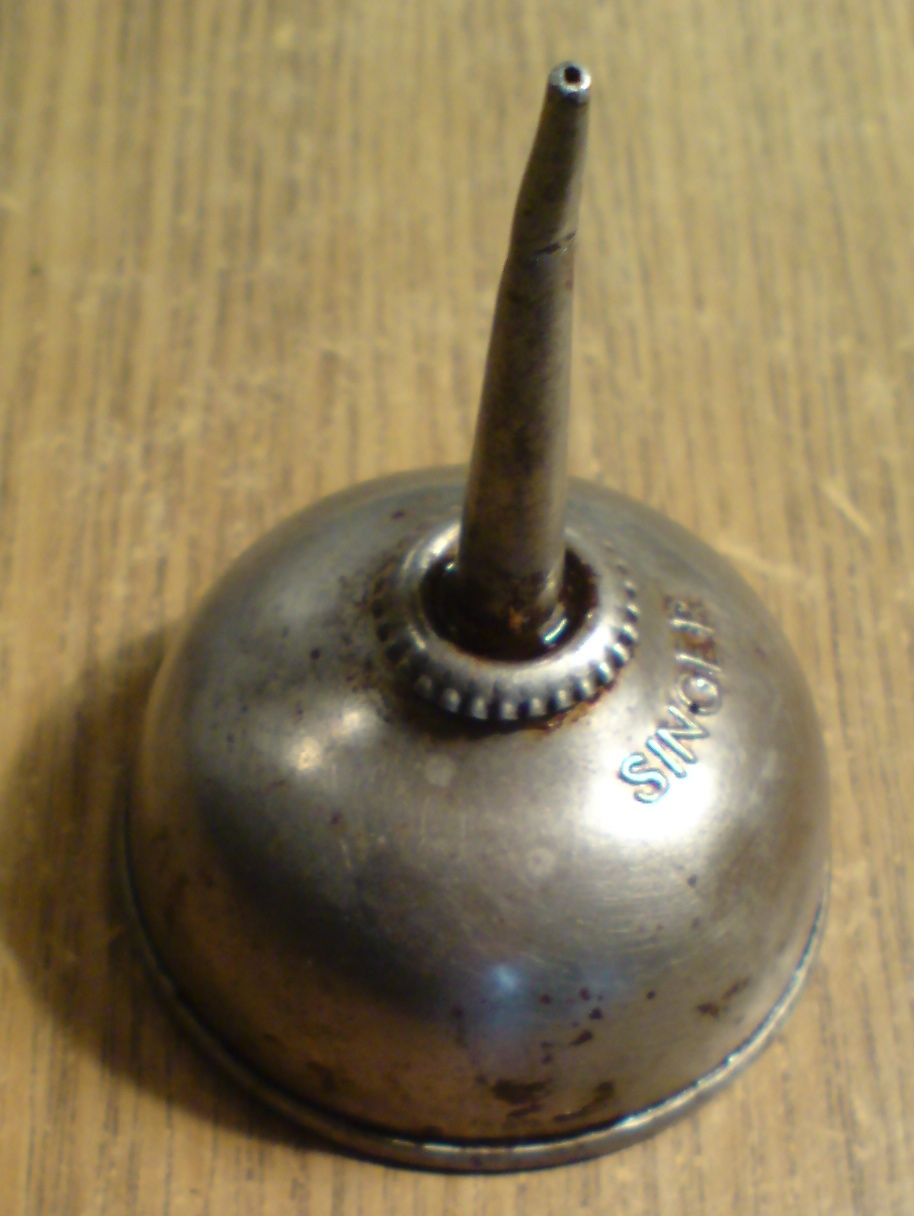
Setrill greixador de màquina de cosir (Singer).

Entre els teixidors, els setrills greixadors eren atuells petits de llauna amb boca en forma d'embut i s'utilitzaven per a untar les tisores.
En els ferrocarrils, els maquinistes usaven un setrill greixador per injectar oli en les diferents parts del mecanisme i molts d'ells, per facilitar l'operació, tenien un llarg pitó. N'hi ha també de mecànics que tenen dins una petita vàlvula que s'obre prement un botó el que permet posar l'oli gota a gota, i alguns estan dotats d'un aparell lluminós per poder veure millor on s'injecta l'oli.